# Ushi & Loesie
Ushi & Loesie was een televisieprogramma dat werd uitgezonden op RTL 4. In het programma nam Wendy van Dijks alter ego Loes Knapperd (ook wel Loesie) bekende Nederlanders in de maling, zoals Marco Borsato en Nick & Simon. Loes is een typische Amsterdamse, die groot fan is van het Nederlandse Lied en de Nederlandse zangers. Elke week wint ze een prijsvraag van TV Oranje en mag ze samen met presentator Chiel Montagne en een andere fan bekende Nederlanders ontmoeten. Ook Van Dijks eerdere typetje Ushi Hirosaki was in het programma te zien. Samen met Hiromi Tojo interviewde ze wereldberoemde mensen.
Het typetje Loesie was in het najaar van 2012 ook te zien in een reclamespot van de NS waarin ze Nick & Simon achtervolgt voor een handtekening.

## Afleveringen
| Show | Datum            | Aantal kijkers | Loes             | Ushi             |
| ---- | ---------------- | -------------- | ---------------- | ---------------- |
| 1    | 23 oktober 2010  | 2.725.000      | Marco Borsato    | Dan Karaty       |
| 2    | 30 oktober 2010  | 2.172.000      | Nick & Simon     | Janice Dickinson |
| 3    | 6 november 2010  | 2.183.000      | Gordon           | Shannen Doherty  |
| 4    | 13 november 2010 | 2.423.000      | Dennie Christian | Hulk Hogan       |
| 5    | 20 november 2010 | 1.955.000      | Frans Duijts     | Shane Lynch      |
| 6    | 27 november 2010 | 1.991.000      | Thomas Berge     | Sheree J. Wilson |
| 7    | 4 december 2010  | 2.203.000      | Sieneke Peeters  | Uri Geller       |
| 8    | 11 december 2010 | 2.077.000      | Dries Roelvink   | Bonusmateriaal   |